# Endabrechnung (2016)
Endabrechnung ist ein österreichischer Fernsehfilm der Landkrimi-Filmreihe aus dem Jahr 2016 von Umut Dağ mit Robert Palfrader, Tobias Moretti, Kristina Sprenger und Harald Windisch in den Hauptrollen. Im ORF wurde der Film erstmals am 22. Dezember 2016 ausgestrahlt. Im ZDF wurde der Film am 1. Juli 2019 erstmals gezeigt.

## Handlung
Commissario Peter Höllbacher ist nach einem Burn-out ziemlich fertig mit seinem Leben, nachdem ihm der eitle Staatsanwalt Nicoletti sehr zugesetzt und ihn ins offene Messer laufen lassen hatte. Höllbacher hatte vor laufender Kamera Pfarrer Schober fälschlich wegen Missbrauchs beschuldigt, nachdem Nicoletti ihn dazu ermutigt hatte. Schober begeht Suizid durch Erhängen. Höllbacher gibt sich die Schuld an seinem Tod und zieht sich frustriert auf einen ruhigen Posten in seiner Heimatstadt Meran zurück, wo er die alte Schneiderwerkstatt seiner verstorbenen Mutter bewohnt und sich mit seinem alten Schulfreund Verginer trifft. Verginer erzählt Höllbacher unter anderem, dass seine Familie ihr Schlosshotel zusperren musste.
Nachdem in Meran Bankdirektor Karl Überweger auf offener Straße erschossen wurde, bittet Kommissariatsleiterin Thaler Höllbacher um Hilfe, er soll sie mit seiner Erfahrung bei den Ermittlungen unterstützen. Höllbacher lehnt zunächst ab, erst als er erfährt, dass sein Erzfeind Staatsanwalt Nicoletti den Fall übernommen hat, erwacht sein Interesse. Die Bank erhielt Drohungen per Mail, die Absender forderten die Einstellung von Geschäften mit dem Irak, unter anderem zur Finanzierung von Waffenlieferungen. Nicoletti vermutet daher einen terroristischen Hintergrund. Vom Zimmermädchen Lediana erfährt Höllbacher, dass sich Überweger im Hotel regelmäßig mit der Vorstandsvorsitzenden der Bank, Eva Greiner, traf, mit der er eine Affäre hatte. Bald darauf wird auch Greiner ermordet.
Mit Hilfe seines Assistenten Lois Gostner macht Höllbacher in den Akten einen dritten Mordfall ausfindig, bei dem Baron Hubert von Greiffenstein ebenfalls ins Gesicht geschossen wurde. Der Fall wurde jedoch als Jagdunfall abgeschlossen. Höllbacher vermutet einen Serienmörder als Täter und befürchtet weitere Opfer. Greiffenstein war der Nachbar von Verginer, der wollte ein neues Hotel bauen und benötigte dafür ein Grundstück von Greiffenstein. Greiffenstein war damit zunächst einverstanden, machte im letzten Moment aber einen Rückzieher, um das Schlosshotel zu kaufen und selbst zu bauen.
Lediana erzählt Höllbacher, dass ihr Verginer Geld für ihre Zimmerkarte gab, um sich Zutritt zu Greiners Zimmer zu verschaffen. Höllbacher verdächtigt Verginer nun des dreifachen Mordes, Thaler will ihm allerdings nicht glauben. Nicoletti hatte ihn zuvor suspendiert, nachdem ihn Höllbacher auf einer Pressekonferenz vorgeführt und beschimpft hatte. Nicoletti verbietet Höllbacher alle weiteren Ermittlungen und glaubt, den Täter bereits gefunden zu haben. Der Commissario befürchtet, dass Silvia von Spiegelberg, mit der Verginer eine Beziehung hatte, das nächste Opfer sein könnte. Bald darauf wird Nicoletti erschossen.
Höllbacher findet schließlich in Verginers Wohnung die verwesten Leichen von Verginers Eltern sowie einen Ordner mit der Beschriftung Endabrechnung. Darin befinden sich Porträts von Verginers Opfer. Verginer entzieht sich seiner Verhaftung durch Suizid.

## Produktion
Gedreht wurde vom 2. bis zum 30. August 2016 in Südtirol. Drehorte waren Meran und Umgebung. Eine Volksschule in Marling diente als Kulisse für das Kommissariat.
Produziert wurde der Film von der Allegro Film, beteiligt war der Österreichische Rundfunk, unterstützt wurde die Produktion vom Fernsehfonds Austria und IDM/Business Location Südtirol/Alto Adige. Für das Szenenbild zeichnete Isidor Wimmer verantwortlich, für den Ton Dietmar Zuson, für die Maske Ines Steininger und Martin Geisler und für das Kostümbild Cinzia Cioffi.

## Rezeption

### Kritiken
Ronald Pohl befand auf DerStandard.at: „Palfrader artikuliert ein derart makelloses Südtirolerisch, als hätte er tagaus, tagein eine Handvoll Alpendolomiten im Mund stecken.“ Was für diesen Landkrimi unbedingt einnehmen würde, sei sein Wille zum Psychogramm. Abgesehen von fehlenden Untertiteln würden die Beteiligten hervorragende Krimiware abliefern.
Tilmann P. Gangloff urteilte: „Selbst wenn dieser Krimi sonst nichts zu bieten hätte: Die Szenen mit Robert Palfrader und Tobias Moretti sind großes Schauspiel.“ Es seien eine ganze Reihe von Gründen, die den Film zu einem besonderen Krimi machen würden, aber der größte Reiz des Films läge im Kontrast zwischen diesen beiden Männern. Nicht minder sehenswert sei Harald Windisch als Dritter im Bunde.

### Einschaltquoten
In Österreich verfolgten den Film bei Erstausstrahlung im ORF 724.000 Zuschauer.
Im ZDF wurde der Film bei Erstausstrahlung im Schnitt von 4,33 Millionen Zuschauern gesehen, der Marktanteil betrug 16,6 Prozent.

## Auszeichnungen und Nominierungen
Die Produktion wurde im Rahmen der Romyverleihung 2017 in den Kategorien Beste Regie TV-Film und Bestes Buch TV-Film nominiert.